# Gare de Higashi-Murayama
La gare de Higashi-Murayama (東村山駅, Higashi-Murayama-eki) est une gare ferroviaire située à Higashimurayama, à Tokyo au Japon. La gare est exploitée par la compagnie Seibu.

## Situation ferroviaire
La gare est située au point kilométrique (PK) 26,0 de la ligne Seibu Shinjuku. Elle marque le début de la ligne Seibu-en et la fin de la ligne Seibu Kokubunji.

## Historique
La gare est inaugurée le 21 décembre 1894.

## Service des voyageurs

### Accueil
La gare dispose d'un bâtiment voyageurs, avec guichets, ouvert tous les jours.

### Desserte
- Ligne Seibu Kokubunji :
  - voies 1 et 2 : direction Ogawa et Kokubunji
- Ligne Seibu Shinjuku :
  - voies 3 et 4 : direction Tokorozawa et Hon-Kawagoe
  - voies 5 et 6 : direction Kodaira et Seibu-Shinjuku
- Ligne Seibu-en :
  - voie 3 : direction Seibuen